# Polypedilum miyakoense
Polypedilum miyakoense är en tvåvingeart som beskrevs av Hasegawa och Sasa 1987. Polypedilum miyakoense ingår i släktet Polypedilum och familjen fjädermyggor. Inga underarter finns listade i Catalogue of Life.